# 검은배네줄면충
검은배네줄면충은 Tetraneura nigriabdominalis(Sasaki)이(가) 학명이고 Ribes Root Aphid은 영문이다. 산성형(産性形) 성충은 몸길이가 2.0∼2.3mm이며 머리의 위쪽에 24∼28개의 센털이 있으며 더듬이는 몸길이의 1/3∼5/8이다. 벌레혹 속의 약충은 엷은 갈색으로 몸이 흰 가루로 덮여 있다. 벌레 혹은 길이가 5∼8mm로 밑이 가늘고 위가 부풀어 있는 모양이다. 분포 지역은 한국, 일본, 중국, 인도, 아프리카이다.

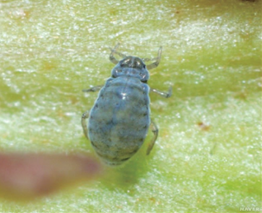
출처

| 계 | 동물계           |
| 문 | 절지동물문       |
| 강 | 곤충강           |
| 목 | 매미목           |
| 과 | 면충과           |
| 속 | Tetraneura       |
| 종 | Nigriabdominalis |

## 병해 또는 해충의 피해 기주수목
느릅나무(겨울기주), 벼과식물(여름기주) 등이 있다.

## 피해양상
느릅나무 잎 표면에 모양이 불규칙한 긴 타원형의 적갈색 벌레혹을 만들고 흡즙 가해한다. 피해가 심하면 잎이 일찍 낙엽 된다.

## 생태 및 생활사
연 수회 발생하며, 느릅나무의 수피 틈에서 알로 월동한다. 4월부터 부화하여 잎 뒷면에서 흡즙 가해한다. 이 자극에 의해 잎 표면에 벌레혹이 형성되고 5월 중·하순에 날개가 있는 암컷이 탈출하여 벼과식물의 뿌리로 이동한다. 10월에 느릅나무로 돌아와 교미한 후 수피 틈에 산란한다.

## 진단방법
수목병의 진단방법에는 발생상황조사, 외관적특징(병징과 표징검사), 현미경에 의한 형태검사가 필요하며 또 병의 종류에 따라서는 접종시험에 의한 병원성 확인, 배양시험에 의한 병원체의 생리적성질조사, 피해부위의 해부학적진단, 이화학적 진단, 혈청학적진단 등이 필요할 때도 있다.

## 방제방법
- 화학적 방제
  - 4월 중순에 이미다클로프리드 액상수화제(8%) 2,000배액 또는 메티다티온 유제(40%) 1,000배액을 10일 간격으로 2회 살포한다.
- 생물적 방제
  - 포식성 천적인 무당벌레류, 풀잠자리류, 거미류 등을 보호한다.
- 물리적 방제
  - 피해 잎을 제거하여 소각한다.[3]